# Tribunal Superior Electoral de República Dominicana
El Tribunal Superior Electoral de República Dominicana (TSE) es el mayor tribunal de materia contenciosa electoral del país. El TSE es autónomo y sus decisiones sólo pueden ser apeladas ante el Tribunal Constitucional. 
Aunque tiene su sede principal en el Distrito Nacional, su jurisdicción es vinculante para todo el territorio nacional. El tribunal tiene personalidad jurídica con independencia funcional, administrativa, financiera y presupuestaria.

## Historia
Fue creado bajo mandato constitucional en 2011. Su organización y funcionamiento se encuentran amparados en los artículos 214 y 215 de la Constitución dominicana, así como por su Ley Orgánica 29-11, promulgada el 20 de enero del 2011 por el Poder Ejecutivo del país.
De acuerdo con la Constitución dominicana, el Tribunal Superior Electoral tiene a su cargo la misión de juzgar y decidir con carácter definitivo los asuntos contenciosos electorales, determinar y estatir los diferendos que surjan dentro de los partidos, agrupaciones y movimientos políticos o entre estos. También tiene a su cargo conocer las apelaciones realizadas a las deciciones tomadas por la Junta Central Electoral, así como las impugnaciones y recusaciones de los miembros que la integran. De igual modo tiene la responsabilidad de ordenar la celebración de nuevas elecciones en caso de que éstas sean anuladas por cualquier causa. También debe decidir sobre los amparos electorales y las rectificaciones de actas del estado civil con carácter judicial.